# Sörby tegelbruk
Sörby tegelbruk var ett tegelbruk anlagt år 1905 beläget vid Sörby järnvägsstation 1 mil sydost om Norrköping. Under 1910-talet började bruket att tillverka glaserat taktegel. Även boktegel tillverkades. Senare även lättmurtegel. Bruket lades ner år 1950.